# Leptinogaster histrio
Leptinogaster histrio är en kräftdjursart som först beskrevs av Jean Paul Louis Pelseneer 1929.  Leptinogaster histrio ingår i släktet Leptinogaster och familjen Clausidiidae. Inga underarter finns listade i Catalogue of Life.